# KLK (singolo)
KLK (abbreviazione fonetica di Keloké) è un singolo della musicista venezuelana Arca, pubblicato il 22 giugno 2020 come quarto estratto dal quarto album in studio Kick I.

## Antefatti e descrizione
Ottava traccia dell'album, KLK, che vede la partecipazione della cantante spagnola Rosalía, è un brano reggaeton.
L'amicizia fra Arca e Rosalía è iniziata nel 2018, quando Arca ha scoperto la cantante spagnola attraverso il suo singolo di successo Malamente, e dopo aver visto il suo concerto al Sónar. Nell'aprile 2019, durante una live via Instagram, Arca ha fatto ascoltare ai followers una canzone intitolata KLK e ha dichiarato di non vedere l'ora di poter pubblicare il nuovo album. Il duo è stato visto di nuovo in pubblico al PrEP + Party di Frank Ocean a New York, dove la musicista venezuelana ha fatto un DJ set speciale. Il mese successivo, Rosalía ha campionato la voce di Arca come un interludio alla transizione da A palé a Con altura durante la sua esibizione ai Latin Grammy Awards 2019.
L'8 marzo 2020 Arca ha rivelato a Garage Magazine che il suo nuovo album sarebbe stato pubblicato lo stesso anno e che avrebbe contenuto collaborazioni con Björk e Rosalía tra gli altri, confermando la partecipazione dell'artista spagnola nel suo quarto album in studio. Il 21 giugno, Arca e Rosalía hanno avuto una conversazione attraverso Instagram, in cui hanno discusso della traccia e dell'anteprima. Senza alcuna anticipazione, KLK è uscito il giorno seguente.

## Composizione
La traccia è stata registrata per la prima volta a Barcellona alla fine del 2018 ed è stata inviata a Rosalía subito dopo. Mentre la cantante spagnola stava promuovendo El mal querer a Madrid e a Miami, quest'ultima ha cantato sulle note della canzone attraverso una nota vocale di WhatsApp inviata ad Arca. Pertanto, la canzone è stata parzialmente registrata su iPhone.
A proposito di KLK, Arca ha spiegato di essersi ispirata alla musica tradizionale venezuelana, in particolare ad uno strumento chiamato furruco: «La musica venezuelana è sempre stata con me, e sono grata di aver studiato alcuni stili tipici della musica venezuelana. Penso sempre al furruco quando programmo un sub-basso. È uno strumento indigeno del Venezuela che viene suonato con attrito: si strofina un bastoncino agganciato alla pelle di un grande tamburo e ha un sottofondo bassissimo, segna il battito della cornamusa, uno stile musicale tipico del Venezuela.»

## Tracce
Testi di Rosalía Vila Tobella, musiche di Arca e Cardopusher.
1. KLK (feat. Rosalía) – 3:47
2. KLK (Instrumental) – 3:47

## Formazione
Crediti tratti dall'edizione streaming del singolo.
- Arca – performer associata, autrice delle musiche, produzione
- Rosalía – performer associata, autrice dei testi
- Cardopusher – produzione, autore delle musiche
- Alex Epton – missaggio
- Enyang Urbiks – ingegnere
- Carlos Sáez – arrangiamenti aggiuntivi